# Вавиловия
Вави́ловия (лат. Vavilovia) — монотипный род многолетних травянистых растений семейства Бобовые (Fabaceae). Единственным видом, входящим в его состав, является Вавиловия прекра́сная (лат. Vavilovia formosa) (известная также как красивый горох, горох Оше, сочевичник красивый) — редкий вид, занесённый в Красную книгу России.

## Название
В 1812 году Vavilovia имела неопределённый статус, но после тщательных исследований, наконец, в 1939 году красивый горох был выделен в особый род А. А. Фёдоровым и назван «вавиловией» в честь ботаника и биолога Н. И. Вавилова.

## Синонимы
Вавиловия прекрасная (в русскоязычной литературе встречаются также названия горох красивый, горох многолетний) имеет следующие таксономические синонимы:
- Orobus formosus Steven,
- Pisum formosum (Steven) Alef.,
- Vavilovia aucheri (Jaub. & Spach) Fed.

## Ботаническое описание
Вавиловия прекрасная — травянистый поликарпик. Стебли лежачие, корневища ползучие, глубоко погружённые в субстрат.
Листья сложные, состоят из одной пары сердцевидно-округлых или ромбических листочков длиной 1—2 см с округлым основанием. Рахис (общий черешок листочков в сложном листе) желобчатый, заканчивается остриём. Прилистники маленькие, полустреловидные.
Цветоносы по длине вдвое превышающие листья, с одним—двумя розовыми цветками. Цветёт в июле.
Плоды — плоские желтовато-бурые, растрескивающиеся при созревании бобы с мелкими гладкими овальными семенами грязно-оливкового или тёмно-бурого цвета с чёрными точками. Плодоносит не ежегодно, цветки иногда осыпаются после ночных заморозков. Созревают плоды в августе.
Размножение чаще вегетативное. Криофит. Плодоносит не ежегодно, так как иногда цветки осыпаются из-за поздних ночных заморозков.

## Распространение и среда обитания
Родина — Кавказ, Закавказье, Иран, Турция.
В России растёт только на Центральном и Восточном Кавказе в нескольких изолированных участках, труднодоступных для добычи образцов семян и проростков растения в целях его изучения. Встречается в Краснодарском крае в верховьях рек Белой и Кубани; в Карачаево-Черкесии — в верховьях Кубани между сёлами Учкулан и Хурзук. В Кабардино-Балкарии вид известен в двух-трёх местонахождениях в Приэльбрусье в верховьях реки Малки, на хребте Ташлы-Сырт. В Северной Осетии отмечен только в верховьях реки Фиагдон (Куртатинское ущелье, урочище Дзамараш). В Чечне и Ингушетии — в верховьях реки Шаро-Аргун, гора Хазенты, в верховьях рек Шан-Дон и Даней-Ламхи, на северных отрогах Пирикительского хребта. В Дагестане — Цумадинский район: на Богосском хребте, в окрестностях метеостанции «Сулак, высокогорная», гора Аддала-Шухгельмеэр; село Тинди; село Куруш на горе Шалбуздаг), на горе Базардюзю (северные склоны) и на горе Несин-даг, на горе Таклик; Курахский район.
Встречается в субальпийском, альпийском и субнивальном поясах, на мелкощебнистых подвижных осыпях (преимущественно сланцевых), зарастающих моренах с несомкнутой растительностью, на высотах 2200-3500 м над уровнем моря. Растёт среди петрофитной и перигляциальной растительности. Встречается, как правило, рассеянно, единичными экземплярами, небольшими куртинами, но иногда образует почти чистые заросли. Сведений о численности нет.
Страдает от выпаса. В Приэльбрусье сохраняется только при помощи вегетативного размножения.